# Yamil Peralta
Yamil Alberto Peralta Jara (ur. 16 lipca 1991 w Tres de Febrero) – argentyński bokser, brązowy medalista igrzysk panamerykańskich.
W roku 2010 zdobył brązowy medal na Igrzyskach Ameryki Południowej w wadze półciężkiej (w półfinale przegrał z Ekwadorczykiem Carlosem Góngorą).
W 2011 reprezentował Argentynę na Mistrzostwach Świata w Baku w wadze ciężkiej. W pierwszej walce przegrał z Kanadyjczykiem Samirem El Maisem. Dwa tygodnie później wystąpił na Igrzyskach Panamerykańskich w Gudalajarze. W pierwszej walce pokonał Wualfredo Rivero z Wenezueli a w półfinale  przegrał na punkty z Kubańczykiem Lenierem Pero zdobywając brązowy medal.
W maju 2012 w Rio de Janeiro uzyskał kwalifikację do igrzysk olimpijskich w Londynie. Był również uczestnikiem igrzysk w Rio de Janeiro.